# Aradeo
Aradeo is een gemeente in de Italiaanse provincie Lecce (regio Apulië) en telt 9778 inwoners (31-12-2011). De oppervlakte bedraagt 8,5 km², de bevolkingsdichtheid is 1144 inwoners per km².

## Demografie
Aradeo telt ongeveer 3554 huishoudens. Het aantal inwoners daalde in de periode 1991-2001 met 0,1% volgens cijfers uit de tienjaarlijkse volkstellingen van ISTAT.
| Jaar | Inwoneraantal |
| ---- | ------------- |
| 1991 | 9688          |
| 2001 | 9676          |

## Geografie
De gemeente ligt op ongeveer 78 m boven zeeniveau.
Aradeo grenst aan de volgende gemeenten: Cutrofiano, Galatina, Neviano, Seclì.

## Externe link

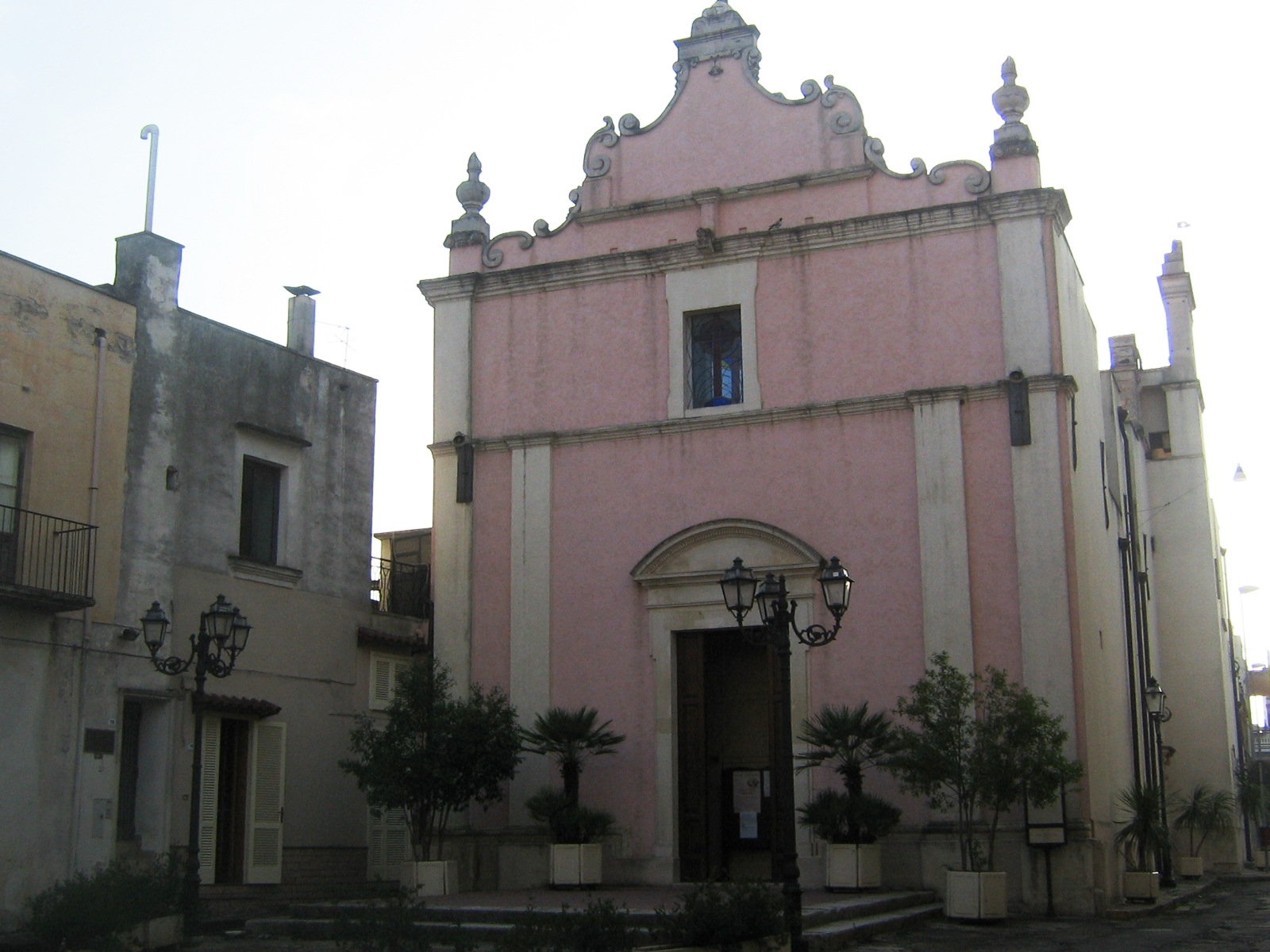
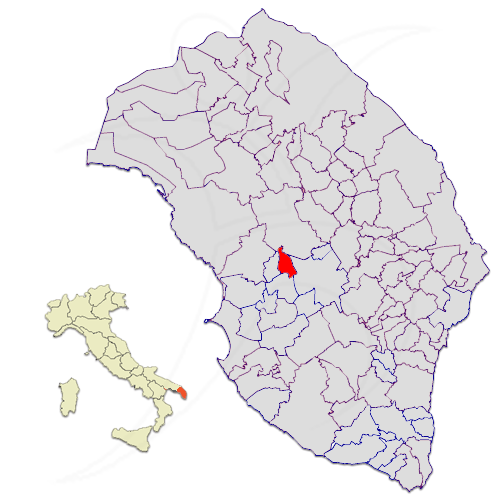
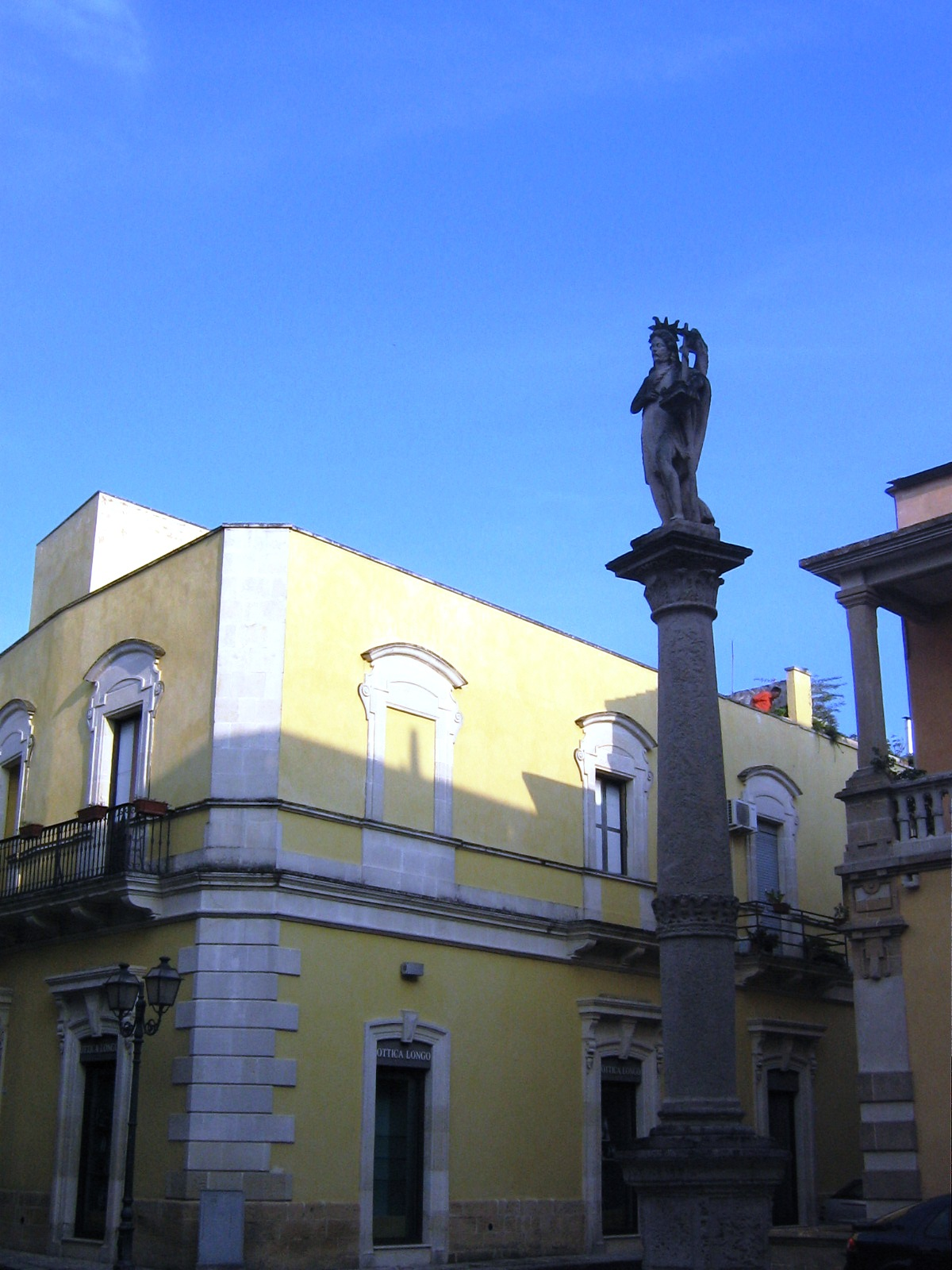